# Xã Fairfield, Quận Swift, Minnesota
Xã Fairfield (tiếng Anh: Fairfield Township) là một xã thuộc quận Swift, tiểu bang Minnesota, Hoa Kỳ. Năm 2010, dân số của xã này là 128 người.